# Happy Boys Band
Happy Boys Band var en svensk musikgrupp från Stockholm som bildades i slutet av 1970-talet.
Happy Boys Band bestod av tre medlemmar av Kebnekajse, Hassan Bah (congas, timbales, percussion och sång), Thomas Netzler (bas och sång) och Rolf Scherrer (gitarr och sång) samt Hans Berggren (tidigare i Levande Livet, saxofon och sång), Mats Dahlberg (gitarr och sång), Per Nyman (Gitarr), Joseph Mocka (trummor, percussion och sång), Lars Anwalld (saxofon och sång) och Renzo Spinetti (trombon). År 1980 utgav Happy Boys Band, som kan räknas till proggrörelsens slutskede, maxisingeln Bush Maria (MNW 6M) och bandets musik har betecknats som "groovin' bossa samba latin percussive sweden north euro". Bandet kallade sig senare Bush Band.